# Cargiaca
Cargiaca (korsisch Carghjaca) ist eine Gemeinde im französischen Département Corse-du-Sud auf der Mittelmeerinsel Korsika. Sie gehört zum Kanton Sartenais-Valinco im Arrondissement Sartène. Die Bewohner nennen sich Cargiacanais.

## Geografie und Infrastruktur
Cargiaca wurde 1933–73 von der Route nationale 194 passiert. Heute verbindet die Départementsstraße D69 die Ortschaft mit Zérubia im Nordosten und Loreto-di-Tallano im Süden. Diese Fernstraße war bis 1973 die Route nationale 196bis. Weitere Nachbargemeinden sind Moca-Croce im Nordwesten, Zoza im Osten, Altagène im Südosten, Loreto-di-Tallano im Süden sowie Santa-Maria-Figaniella im Südwesten.
Der Dorfkern liegt auf 392 Metern über dem Meeresspiegel.

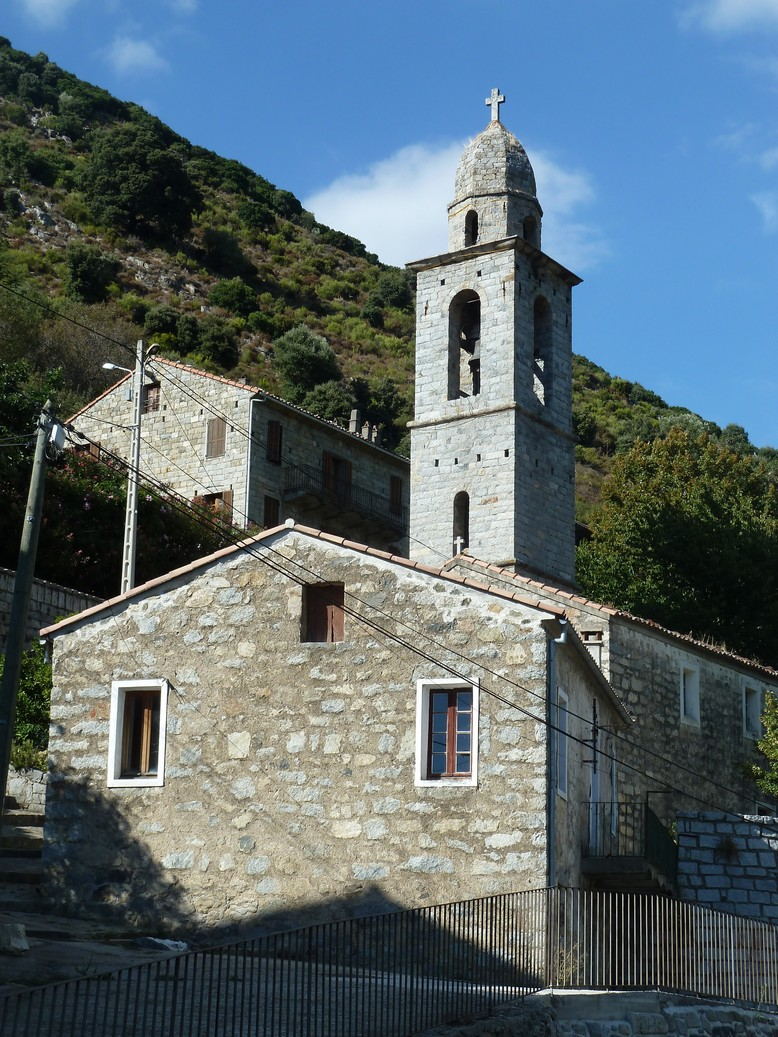
Kirche Saint-Paul

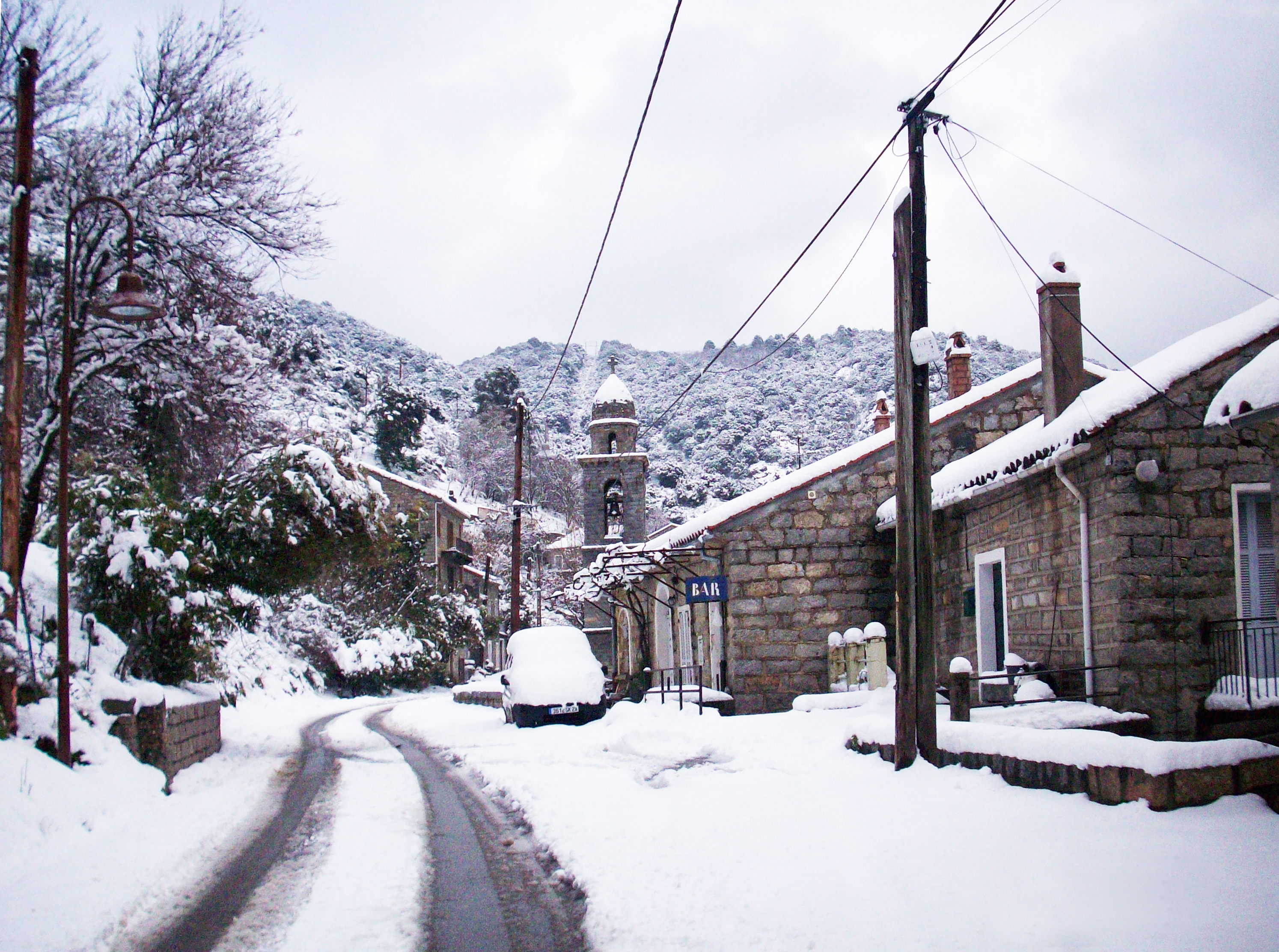
Cargiaca im Februar 2013

## Bevölkerungsentwicklung
| Jahr      | 1962 | 1968 | 1975 | 1982 | 1990 | 1999 | 2008 | 2012 |
| --------- | ---- | ---- | ---- | ---- | ---- | ---- | ---- | ---- |
| Einwohner | 124  | 122  | 100  | 90   | 69   | 49   | 59   | 55   |